# 台吉镇
台吉镇，是中华人民共和国辽宁省朝阳市北票市下辖的一个乡镇级行政单位。

## 行政区划
台吉镇下辖以下地区：
东台吉村、西台吉村、宋杖子村、郑家窝铺村、哈只海沟村和坤头波罗村。